# Apolloniakirche
Apolloniakirchen (auch Sankt-Apollonia-Kirchen) sind der heiligen Jungfrau und Märtyrin Apollonia von Alexandria geweihte Kirchen.

## Deutschland
- Apolloniakapelle (Ahrem), Erftstadt, Nordrhein-Westfalen
- St. Apollonia, Weiler Boppard, Oberwesel, Ortsteil Engehöll
- St. Apollonia (Ditscheid), Ditscheid, Landkreis Mayen-Koblenz, Rheinland-Pfalz
- St. Apollonia (Düttling), Düren
- St. Apollonia (Eilendorf), Aachen
- Apolloniakapelle (Eilendorf), Aachen-Eilendorf
- St. Apollonia (Felbecke), Felbecke, Schmallenberg, Nordrhein-Westfalen
- Alte Kirche St. Apollonia (Gransdorf), Rheinland-Pfalz
- St. Apollonia (Großhau), Hürtgenwald, Nordrhein-Westfalen
- St. Apollonia (Helmern), Helmern, Bad Wünnenberg, Nordrhein-Westfalen
- St. Apollonia (Hirten), Hirten, Rheinland-Pfalz
- Appoloniakirche (Kisselbach), Kisselbach, Rheinland-Pfalz
- St. Apollonia (Kölburg), Monheim (Schwaben)
- St. Apollonia (Kolverath), Kolverath, Landkreis Vulkaneifel, Rheinland-Pfalz
- St. Rochus und Apollonia (Langenbieber), Landkreis Fulda, Hessen
- St. Apollonia (Langerwehe), Langerwehe, Kreis Düren, Nordrhein-Westfalen
- Ehemalige Apolloniakapelle der Frauenkirche München
- St. Apollonia (Rieden), Sonthofen
- Apollonia-Kapelle (Fraulautern), Saarland
- Mariä Heimsuchung und St. Apollonia (Schwitten), Schwitten
- St. Apollonia (Silheim), Bayern
- St. Apollonia (Steckenborn), Nordrhein-Westfalen
- St. Apollonia (Stein), Stein (Hennef)
- Apollonienkapelle (Stralsund), Mecklenburg-Vorpommern
- St. Apollonia (Wawern), Rheinland-Pfalz
- St. Apollonia (Weringhausen), Weringhausen

## Frankreich
- Ste-Apollonie (Aurin)

## Österreich
- Apolloniakapelle (Niedermauern)

## Schweiz
- Kapelle der Heiligen Apollonia (Bellwald)
- Kapelle Sainte-Apolline bei Freiburg

## Italien
- San Apollonia (Florenz), Italien
- Santa Apollonia (Pisa), Italien
- St. Apollonia (Nals - Obersirmian), Italien

## Weitere
- St. Apollonia (Bezovica), Koper, Slowenien
- St. Apollonia (Svatá Apolena), Kirchenruine in Svatá Apolena, Tschechien
- Ste. Apolline’s Chapel, Guernsey